# Лінивка-чорнопер
Лінивка-чорнопер (Monasa) — рід дятлоподібних птахів родини лінивкових (Bucconidae). Поширені в тропічних лісах Центральної і Південної Америки.

## Класифікація
Рід включає 4 види:
- Лінивка-чорнопер білоплеча (Monasa atra)
- Лінивка-чорнопер жовтодзьоба (Monasa flavirostris)
- Лінивка-чорнопер білолоба (Monasa morphoeus)
- Лінивка-чорнопер червонодзьоба (Monasa nigrifrons)